# رجب طيب أردوغان قصة زعيم (كتاب)
كتاب رجب طيب أردوغان قصة زعيم يتحدث عن إحدى الشخصيات التي يعتبرها المؤلف مهمة في الشرق الأوسط وهو الرئيس التركي رجب طيب أردوغان وعن مسيرته منذ أن كان بياعاً للبطيخ لتوفير مصروف دراسته حتى استلامه لمنصب رئيس وزراء تركيا، الكتاب مترجم عن اللغة التركية وقد نشرته الدار العربية للعلوم.

## محتوى الكتاب
يحكي الكتاب عن رجب طيب أردوغان وحياته الشخصية وتطور فكرة السياسي في عرض تاريخي متسلسل منذ حداثة سنه وتوجهه للعمل السياسي ، ومن ثم انضمامه لحزب السلامة الوطني ومن ثم لحزب الرفاه وانتهاء بحزب الفضيلة ، هذه الأحزاب التي كانت تدين بالولاء لنجم الدين أربكان.
مؤلفي هذا الكتاب هما شخصيتان قريبتان من أردوغان وقد اعتمدا على الأشخاص الذين رافقوا أردوغان في مشواره السياسي لتسجيل شهاداتهم ، كما عرض الكتاب تجربة أردوغان عندما كان رئيسا لبلدية إسطنبول في تحسين المستوى المعيشي لسكان المدينة ، وتطرق أيضا لموقف معأرضي أردوغان وحزب الرفاه والانقلاب الذي حدث في تلك الفترة ، ومحاولات الاغتيال وتجربة السجن الذي دخله بسبب استشهاده بأبيات لأحد الشعراء الأتراك واتهم بسببها بالتحريض .
كما تمت مناقشة أسباب الانشقاق عن حزب الفضيلة والخلاف الذي حدث بين جناحي الحزب (التقليديين والتجديديين ) الذي أدى إلى تأسيس حزب العدالة والتنمية عام 2001 وخاض الانتخابات في عام 2002 وهو الذي يحكم الآن في تركيا .
يحتوي الكتاب في نهايته على ملحق للصور لرجب طيب أردوغان .

## انظر ايضاً
- بلدية إسطنبول

## روابط خارجية
- عرض للكتاب قصة اردوغان موقع نماء